# Colomastix denticornis
Colomastix denticornis är en kräftdjursart som beskrevs av LeCroy 1995. Colomastix denticornis ingår i släktet Colomastix och familjen Colomastigidae. Inga underarter finns listade i Catalogue of Life.